# 阿玛咖 (犹他州)
阿玛咖（英語：Amalga），是美国犹他州卡什县下属的一座城鎮。建市于1860年，面积大约为3.54平方英里（9.2平方公里），海拔约为4,439英尺（1,353米）。根据2010年美国人口普查，该鎮有人口488人。